# Cephalanthera ×renzii
Espèce
Cephalanthera ×renzii est une espèce hybride de plantes à fleurs de la famille des Orchidaceae et du genre Cephalanthera. Originaire du Caucase, elle a pour parents Cephalanthera caucasica et Cephalanthera longifolia.